# Ceruchites hahnei
Ceruchites hahnei is een keversoort uit de familie vliegende herten (Lucanidae). De wetenschappelijke naam van de soort is voor het eerst geldig gepubliceerd in 1952 door Statz.